# Prabhu Deva
Prabhu Deva (in kannaḍa ಪ್ರಭುದೇವ, Prabhudēva), pseudonimo di Sankupani Sundaram (in kannaḍa ಶಂಕುಪಾಣಿ ಸುಂದರಂ, Śaṅkupāṇi Sundaraṁ; Mysore, 3 aprile 1973), è un coreografo, attore e regista indiano.
Conosciuto anche come "il Michael Jackson indiano" per il suo caratteristico stile di danza. È un personaggio molto conosciuto a Bollywood e vanta una buona filmografia. Ha ricevuto alcuni premi a livello nazionale per le sue coreografie e ha partecipato a film anche fuori dall'industria cinematografica indiana.
Prabhu Deva Sundaram si era sposato con Ramlath nel 1995, la coppia ebbe 2 figli poi nel 2010, i due si divorziarono. Dopo, Pabhu ha avuto una relazione con l'attrice indiana Nayanthara, ma questa relazione non durò molto.

## Il casoBenny Lava
Il 18 agosto 2007, il numero musicale della canzone Kallūri vāṉil, tratto dal film Peṇṇiṉ maṉatait toṭṭu (2000), di cui Prabhu Deva era protagonista, venne caricato su YouTube sottotitolato in inglese col titolo Crazy Indian Video; i sottotitoli, tuttavia, anziché una vera traduzione del testo della canzone dal tamil, erano frutto della trascrizione di parole inglesi foneticamente vicine all'originale che andavano a formare frasi volgari o prive di senso compiuto, dall'intento dichiaratamente umoristico. Il video divenne virale negli Stati Uniti, dando vita in rete sia nei Paesi anglofoni che nel resto del mondo a un trend di canzoni straniere "buffalaxizzate", dal nome utente (Buffalax) dell'autore del video originale, il ventiquattrenne Mike Sutton di Dayton, Ohio. A seguito dell'esplosione del fenomeno, Sutton venne intervistato da riviste come Wired, e il video apparve all'interno del varietà televisivo The Colbert Report e venne citato dallo scrittore Andrew Sullivan sul suo blog. Il verbo to buffalax venne votato in rete come miglior neologismo dell'anno.
Il nome "Benny Lava", con cui sia la canzone che lo stesso Prabhu Deva divennero noti su internet nei Paesi dove il cinema indiano godeva di scarsa distribuzione, deriva dalla strofa «Kallūri vāṉil kāynta nilāvō» (in tamil கல்லூரி வானில் காய்ந்த நிலாவோ, pron. AFI: [kalluːɾi ʋaːnil kaːjn̪ːt̪a n̪ilaːʋo], lett. "sei tu la luna che illumina il cielo del liceo?") cantata dall'attore, che nei sottotitoli diventa il criptico doppio senso «My loony bun is fine, Benny Lava», un nomignolo ripetuto più volte nel corso della canzone.
Il canale YouTube di Buffalax venne chiuso nel 2011 per violazione di copyright; all'epoca il video originale di Benny Lava ammontava ad oltre 18 milioni di visualizzazioni.
Oltre che per i suoi meriti in quanto meme di Internet, il caso Benny Lava fu riconosciuto come fenomeno di interesse sociologico; sia all'epoca della sua uscita che negli anni seguenti, le opinioni rimasero discordi nel discutere di quanto si trattasse di innocente ironia e quanto invece il suo successo fosse da attribuire ad una componente xenofoba, sia così recepita che magari ricercata dallo stesso autore. Secondo uno studio del 2012 dell'università di Jyväskylä in Finlandia, la rappresentazione ivi fornita dell'Altro orientalizzato tuttavia:

## Filmografia parziale

### Regista
- Wanted (2009)

### Attore
- ABCD (Any Body Can Dance), regia di Remo D'Souza (2013)
- Any Body Can Dance 2, regia di Remo D'Souza (2015)

### Produttore
- Sila Samayangalil, regia di Priyadarshan (2016)